# Baia di St Ives
La baia di St Ives (in inglese: St Ives Bay, in cornico: Cammas an Tewyn) è una baia nell'Oceano Atlantico in Gran Bretagna, in Cornovaglia. La sua larghezza è di circa 6 km, è chiusa ad ovest da St Ives, ad est dalla penisola di Godrevy. Il fiume Hayle sfocia nella baia. St Ives, Carbis Bay, Hayle e Lelant si trovano nella baia.

## Turismo
La baia è una destinazione per le vacanze estive grazie alle sue numerose spiagge e onde per il surf. Il sentiero escursionistico South West Coast Path corre lungo la baia. La baia è frequentata da appassionati di birdwatching. La località è facilmente raggiungibile grazie alla St Ives Bay Line, che corre lungo il lato occidentale della baia.